# Мирон (Ходаковский)
Архиепископ Мирон (в миру Мирослав Ходаковский, пол. Mirosław Chodakowski, 21 октября 1957, Белосток — 10 апреля 2010, Смоленская область, Россия) — епископ Польской Православной Церкви, архиепископ Гайновский, викарий Варшавской епархии. Бригадный генерал Войска Польского (посмертно присвоено звание дивизионный генерал).

## Биография
Он был сыном Иоанна и Марии Ходаковских, у него была младшая сестра Варвара. Семья его матери происходила из Качалова, а отца − из села Крыница в гмине Наревка. Деды будущего иерарха были глубоко религиозны, именно от бабушки по материнской линии он выучил церковнославянский язык. Семья будущего иерарха переехала из села в Белосток еще до рождения сына; Ходаковские жили в доме на пересечении улиц Влукенничей и Полесской. Когда Мирославу Ходаковскому было семь лет, его отец погиб в результате несчастного случая. Окончил в Белостоке начальную школу № 12.
В детстве и ранней юности прислуживал в соборе святого Николая в Белостоке. Там он познакомился с архиепископом Белостокским и Гданьским Никанором, который направил его на обучение в духовную семинарию.
В 1972 году поступил в Православную духовную семинарию в Варшаве, которую закончил вместе с общеобразовательным лицеем в 1976 году. Как слушатель семинарии пел в хоре собора святой Марии Магдалины в Варшаве и был иподиаконом митрополита Варшавского и всея Польши Василия (Дорошкевича). Продолжал обучение в Высшей Православной Духовной Семинарии при монастыре святого Онуфрия в Яблечне, которую закончил в 1978 году.
17 декабря 1978 года пострижен в рясофор, 25 декабря 1978 года рукоположён в диакона, на следующий год пострижен в мантию и 15 февраля 1979 года рукоположён во иеромонаха. Получил высшее образование по специальности богословие в христианской богословской академии в Варшаве. В ноябре 1979 года митрополитом Варшавским и всей польской Василием подстрижен в мантию.
В 1979—1984 годах занимал должность настоятеля монастыря Святого Онуфрия в Яблечне. Одновременно он был преподавателем догматического богословия в расположенных в монастыре высших классах православной духовной семинарии.
15 июня 1984 был направлен в недавно образованный приход Благовещения пресвятой Богородицы и святого Иоанна Богослова в Супрасле викарием, однако уже 25 ноября того же года он был возведён в достоинство игумена, с поручением ему функций руководителя монастыря Благовещения Пресвятой Богородицы в Супрасле и настоятеля прихода при монастыре. В монастыре провели капитальные ремонтные работы (восстановление Благовещенской церкви Богородицы, ремонт церкви св. Иоанна Богослова, жилых, хозяйственных построек), в значительной мере способствовавших его восстановлению после разрушений периода Второй мировой войны и к полному возрождению монашеской общины. Решением Собора Епископов 7 апреля 1990 года возведён в сан архимандрита.
В 1996 защитил диссертацию по теологии «Икона Богоматери Одигитрии и ее почитание на Белосточчине» (Ikona Matki Bożej Hodegetrii i jej kult na Białostocczyźnie).
10 мая 1998 года хиротонисан в епископа Гайновского, викария Варшавской епархии. Хиротонию совершили архиепископ Белостокский и Гданьский, местоблюститель Варшавской митрополии Савва (Грыцуняк), архиепископ Лодзинский и Познанский Симон (Романчук), архиепископ Вроцлавский и Щецинский Иеремия (Анхимюк), епископ Люблинский и Холмский Авель (Поплавский), епископ Гродненский и Волковысский Артемий (Кищенко), епископ Владимир-Волынский и Ковельский Симеон (Шостацкий).
С 15 августа 1998 года стал православным ординарием Войска Польского, в связи с чем получил звание бригадного генерала.

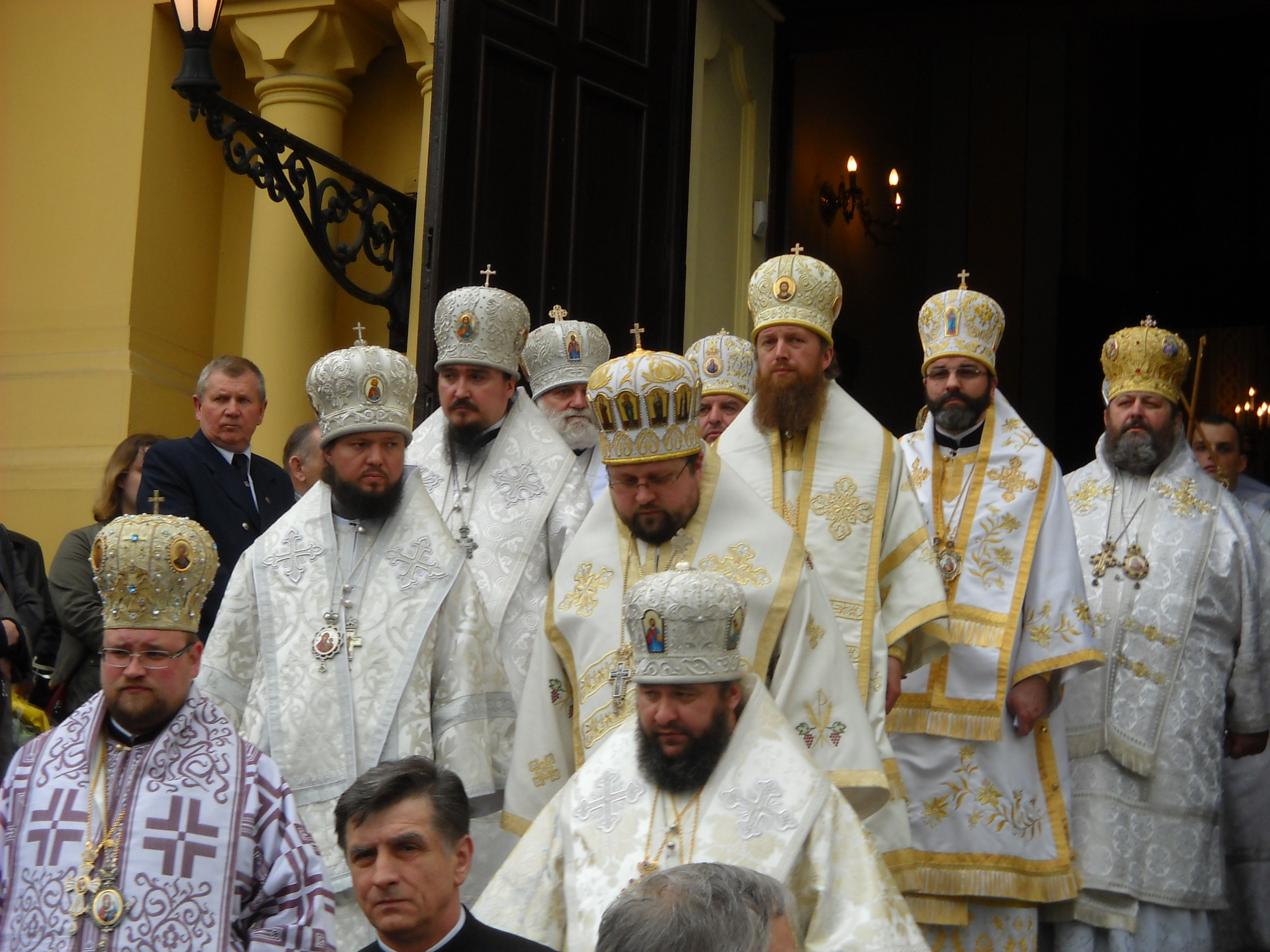
Польские архиереи на погребении архиепископа Мирона

В 2003 году защитил докторскую диссертацию в Христианской Богословской академии (Варшава).
10 мая 2008 года удостоен сана архиепископа.
Неоднократно бывал в России, посещал Украину и Казахстан, говорил по-русски. В марте 2010 года участвовал в патриаршем богослужении в Даниловом монастыре.
Погиб в авиакатастрофе 10 апреля того же года. 16 апреля распоряжением исполняющего обязанности президента Польши Бронислава Комаровского архиепископу Мирону посмертно присвоено воинское звание «дивизионный генерал».

## Награды
- Командор ордена Возрождения Польши (16 апреля 2010 года, посмертно)[19][20]
- Кавалер ордена Возрождения Польши (26 октября 2000 года)[21],